# Rogue (rzeka)
Rogue (ang. Rogue River) – rzeka w Ameryce Północnej, mająca swój początek w Górach Kaskadowych, a wpadająca do Pacyfiku. Rzeka ma 322 km długości.
Rzeka Rogue jest jedną z ośmiu pierwszych rzek ujętych w Wild and Scenic Rivers Act z 1968 roku (na długości 135 km).